# الحجف (جبلة)

تعديل مصدري - تعديل

الحجف محلة تابعة لقرية المقبل، التابعة لعزلة الربادي بمديرية جبلة إحدى مديريات محافظة إب في الجمهورية اليمنية، بلغ تعداد سكانها 143 حسب تعداد اليمن لعام 2004.